# روح‌الله دهقانی فیروزآبادی
روح‌الله دهقانی فیروزآبادی (زادهٔ ۱۳۶۰ میبد، یزد) مدیر اجرایی و با حکم رئیس‌جمهور عضو حقیقی هیئت‌ امنای پارک فناوری پردیس از شهریور ۱۴۰۳ است. وی پیش‌تر معاون علمی، فناوری و اقتصاد دانش‌بنیان رئیس‌جمهور در دولت سیزدهم جمهوری اسلامی ایران بوده‌است. دهقانی پیش از آن نیز رئیس جهاد دانشگاهی بود.

## زندگی و تحصیلات
دهقانی فارغ‌التحصیل دانشکده مهندسی هوافضا است که در این رشته در مقاطع کارشناسی، کارشناسی ارشد و دکترا دانشگاه صنعتی شریف تحصیل کرده و بعد به عضویت هیئت علمی این دانشگاه درآمده و در کارنامه‌اش عناوینی مانند «استاد نمونه آموزشی» و «استاد نمونه پژوهشی» هم به چشم می‌خورد.